# Перелік начальників Генерального штабу України
Ця стаття перелічує начальників генерального штабу українських державних утворень від початку XX століття.

## Українська Народна Республіка

### Український генеральний військовий штаб
- генерал-майор Борис Бобровський (листопад 1917 — березень 1918)
- полковник Олександр Сливинський (березень 1918 —)
- генерал-хорунжий Олександр Осецький (12 лютого 1918 —)

### Головний штаб УНР
- генерал-хорунжий Василь Тютюнник (1919 — 8 вересня 1919)
- генерал-поручник Сінклер Володимир Олександрович (8 вересня 1919 — 26 вересня 1919)

### Генеральний штаб УНР
- генерал-поручник Володимир Сінклер (2 липня 1920 —)
- генерал-хорунжий Всеволод Петрів (19 серпня 1921 —)

## Західно-Українська Народна Республіка

### Генеральна Булава
Генеральна Булава — назва Генерального штабу УГА у 1917—1920
- полковник Микола Маринович (1—5.11.1918)
- отаман Семен Горук (6.11—10.12.1918)
- генерал-хорунжий Євген Мишковський (11.12.1918—7.02.1919)
- генерал Віктор Курманович (8.02—8.06.1919)
- полковник Карл Штіпшіц-Тернава (8.06.1919—07.1919)
- полковник Альфред Шаманек (07.1919—7.11.1919)
- генерал-майор Густав Ціріц (8.11.1919—10.02.1920)
- полковник Альфред Шаманек (11.02—1.03.1920)

## Штаб Головного отамана
- генерал-полковник Микола Юнаків (11 серпня 1919 —)

## Збройні силиУкраїни
Посада була утворена під час реорганізації Радянського Київського військового округу після того, як його командувач, генерал-полковник Віктор Чечеватов, відмовився складати присягу на вірність народу України.

### Начальник Головного штабу ЗСУ
Як перший заступник Міністра оборони України
| # | Голова                                  | Фото | Вид військ | Термін                            | Служба за президентства | Зауваження |
| - | --------------------------------------- | ---- | ---------- | --------------------------------- | ----------------------- | ---------- |
| 1 | генерал-лейтенант Георгій Живиця (в.о.) |      |            | 23 грудня 1991 — 4 червня 1992    |                         |            |
| 2 | генерал-лейтенант Василь Собков         |      |            | 4 червня 1992 — 25 вересня 1992   |                         |            |
| 3 | генерал-лейтенант Іван Біжан (в.о.)     |      |            | 25 вересня 1992 — 24 березня 1993 |                         |            |
| 4 | генерал-полковник Анатолій Лопата       |      |            | 24 березня 1993 — 10 лютого 1996  |                         |            |

### НачальникГенерального штабу ЗСУ
Як перший заступник Міністра оборони України
| # | Голова                                                           | Фото | Вид військ | Термін                                | Служба за президентства | Зауваження |
| - | ---------------------------------------------------------------- | ---- | ---------- | ------------------------------------- | ----------------------- | ---------- |
| 5 | генерал-лейтенант (генерал-полковник з 1997) Олександр Затинайко |      |            | 12 березня 1996 — 30 вересня 1998     |                         |            |
| 6 | генерал-полковник (генерал армії з 2001) Володимир Шкідченко     |      |            | 30 вересня 1998 — 13 листопада 2001   |                         |            |
| 7 | генерал-лейтенант Микола Пальчук (т.в.о.)                        |      |            | 13 листопада 2001 — 27 листопада 2001 |                         |            |
| 8 | генерал-полковник Петро Шуляк                                    |      |            | 27 листопада 2001 — 8 лютого 2002     |                         |            |

| #  | Голова                                               | Фото | Вид військ | Термін                         | Служба за президентства | Зауваження |
| -- | ---------------------------------------------------- | ---- | ---------- | ------------------------------ | ----------------------- | ---------- |
| 9  | генерал-полковник Петро Шуляк                        |      |            | 8 лютого 2002 — 28 липня 2002  |                         |            |
| 10 | генерал-полковник Олександр Затинайко                |      |            | 13 серпня 2002 — 3 червня 2004 |                         |            |
| 11 | генерал-лейтенант генерал-полковник Сергій Кириченко |      |            | 19 липня 2004 — 16 червня 2005 |                         |            |

Як Головнокомандувач Збройних Сил України
| #  | Голова                                                                             | Фото | Вид військ | Термін                             | Служба за президентства | Зауваження |
| -- | ---------------------------------------------------------------------------------- | ---- | ---------- | ---------------------------------- | ----------------------- | ---------- |
| 12 | генерал-полковник (генерал армії з 2007) Сергій Кириченко                          |      |            | 16 червня 2005 — 18 листопада 2009 |                         |            |
| 13 | генерал-полковник (генерал армії з 2010) Іван Свида                                |      |            | 18 листопада 2009 — 31 травня 2010 |                         |            |
| 15 | генерал-лейтенант (генерал-полковник з 2010) Григорій Педченко                     |      |            | 31 травня 2010 — 18 лютого 2012    |                         |            |
| 16 | генерал-лейтенант (генерал-полковник з 2012) Володимир Замана                      |      |            | 18 лютого 2012 — 19 лютого 2014    |                         |            |
| 17 | адмірал Юрій Ільїн                                                                 |      |            | 19 лютого 2014 — 28 лютого 2014    |                         |            |
| 18 | генерал-лейтенант Михайло Куцин                                                    |      |            | 28 лютого 2014 — 3 липня 2014      |                         |            |
| 19 | генерал-лейтенант (генерал-полковник з 2014) (генерал армії з 2015) Віктор Муженко |      |            | 3 липня 2014 — 21 травня 2019      |                         |            |
| 20 | генерал-лейтенант (генерал-полковник з 2019) Руслан Хомчак                         |      |            | 21 травня 2019 — 27 березня 2020   |                         |            |

| #  | Голова                             | Фото | Вид військ | Термін            | Служба за президентства | Зауваження |
| -- | ---------------------------------- | ---- | ---------- | ----------------- | ----------------------- | ---------- |
| 21 | генерал-лейтенант Сергій Корнійчук | 75px |            | з 27 березня 2020 |                         |            |